# Pujehun (distrikt)
Pujehun är ett distrikt i Southern Province i Sierra Leone. Huvudort är Pujehun och vid folkräkningen 2015 hade distriktet 346 461 invånare.
Distriktet bildades vid Sierra Leones administrativa omorganisation 1920.

## Administrativ indelning
Distriktet består av tolv hövdingadömen.
| - Barri - Galliness Perri - Kpaka - Makpele - Malen - Mono Sakrim | - Panga Kabonde - Panga Krim - Pejeh - Soro Gbema - Sowa - Yakemu Kpukumu |

## Befolkningsutveckling
| Befolkningsutvecklingen i Pujehun 1963–2015 | Befolkningsutvecklingen i Pujehun 1963–2015 | Befolkningsutvecklingen i Pujehun 1963–2015 | Befolkningsutvecklingen i Pujehun 1963–2015 | Befolkningsutvecklingen i Pujehun 1963–2015 |
| ------------------------------------------- | ------------------------------------------- | ------------------------------------------- | ------------------------------------------- | ------------------------------------------- |
|                                             |                                             |                                             |                                             |                                             |
| År                                          |                                             |                                             | Folkmängd                                   |                                             |
| 1963                                        | 1963                                        |                                             | 84 869                                      |                                             |
| 1974                                        | 1974                                        |                                             | 102 741                                     |                                             |
| 1985                                        | 1985                                        |                                             | 117 185                                     |                                             |
| 2004                                        | 2004                                        |                                             | 228 392                                     |                                             |
| 2015                                        | 2015                                        |                                             | 346 461                                     |                                             |
|                                             |                                             |                                             |                                             |                                             |